# 橫綱黑口魚
橫綱黑口魚，又稱橫綱鰯，為黑頭魚科黑口魚屬的其中一種。其體長超過2.5公尺，是最大的黑頭魚科品種，也是完全局限於深海的最大硬骨魚品種。
橫綱黑口魚在2021年首次被正式描述，描述是基於在日本駿河灣水深2,171公尺以下收集到的四個標本。經核實的最大體型為130公分，但最近有參考資料顯示，此魚的估計體長為253公分，但尚未經核實。其種小名是指「Shonan Maru」，也就是採集標本的船。建議的英文名「Yokozuna slickhead」是指最高等級的相撲手，也就是橫綱。